# Окменська битва
 Окменська битва — битва між військами Великого князівства Литовського та татар з одного боку, та Тевтонського ордену з іншого боку, над річкою Окмені (зараз Акмене у Литві).
Війська Тевтонського ордену на чолі з Генріхом Фон Плеком учергове увірвались на територію Литви, грабуючи місцеве населення. Гедимін негайно зібрав військо та зустрів хрестоносців поблизу ріки Окмене.
Гедимін розмістив жемайтійські частини у центрі, а найбільш боєздатні дружини з білоруських міст поставив на флангах і у резерві. Попереду стояла татарська кіннота.
Під час битви допоміжні війська хрестоносців, які складались з місцевого населення, переважно жемайтів, земгалів та куршів, перейшли на сторону ВКЛ та вдарили хрестоносцям у спину. У результаті військо Тевтонського ордену були розгромлене ущент, тільки рештки хрестоносців змогли утекти.
На певний час агресія хрестоносців була зупинена, більш того, литовці провели декілька вдалих походів на територію ордену.